# Блоупайп (ПЗРК)
«Бло́упайп» (Blowpipe, [’bləʋpaɪp], с англ. — «духовая трубка») — британский универсальный переносной зенитно-ракетный комплекс (ПЗРК), предназначенный для поражения низколетящих вертолётов и самолётов, а также легкобронированной и небронированной сухопутной техники противника, а также различных плавсредств. Помимо исходной переносной модели для пехоты, были разработаны буксируемые модели, модификации комплекса для размещения в кузове, на крыше и во вращающейся башне авто- и бронетехники, на борту кораблей и судов на воздушной подушке, а также подводных лодок. Кроме того, на базе зенитных управляемых ракет «Блоупайп» были разработаны управляемые ракеты воздушного базирования класса «воздух—воздух» для вооружения лёгких разведывательных вертолётов. В переносных пехотном и морском десантном вариантах предназначался для применения в качестве средства противовоздушной обороны войск, но мог применяться и для эшелонирования системы ПВО в комплексе с более дальнобойными армейскими или флотскими зенитными ракетными комплексами.
В начале 1972 года комплекс был принят на вооружение британской армии. Также находился на вооружении в Канаде, Чили, Эквадоре, Афганистане, Аргентине, Малайзии и других странах.

## Разработка

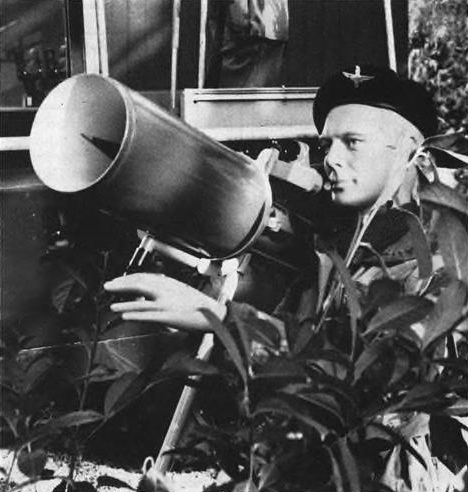
Презентация в Фарнборо в 1966 году

Разработка переносного зенитного ракетного комплекса «Блоупайп» (под таким названием) стартовала в начале 1960-х гг. североирландской компанией «Шортс» в инициативном порядке на основе некоторых уже имеющихся наработок (в первой половине 1960-х гг. в «Шортс» велась работа сразу по нескольким проектам зенитного управляемого ракетного оружия пехоты и флота). Первые пуски ракет в рамках предварительных испытаний на королевских испытательных полигонах начались уже в 1965 году, тогда же скудные сведения о комплексе стали появляться в прессе, в специализированных изданиях. Впоследствии, корпоративному менеджменту «Шортс» удалось получить предварительный заказ Министерства обороны Великобритании на закупку опытной партии в 285 ПЗРК для войсковых испытаний в частях британской армии и королевской морской пехоты. Общее руководство программой НИОКР осуществлялось специалистами Королевского радиолокационного института. За разработку боевой части и твердотопливного ракетного двигателя отвечало Министерство техники (также участвовавшее в финансировании проекта ОКР), что создавало определённые трудности координации усилий структур-разработчиков на межведомственном уровне. 11 февраля 1971 года лорд Балнил в своём официальном ответе на парламентский письменный запрос оценил перспективы постановки ракеты на вооружение как довольно высокие. В марте того же года, у компании «Рэдифон» по субподряду за £200 тыс. генподрядчиком была заказана гибридная электронно-вычислительная система — ракетный симулятор взамен имеющемуся аналоговому вычислительному комплексу. Испытания ракет с осколочно-фугасными боевыми частями проходили в 1974 году в Австралии, на полигоне «Вумера». Перед запуском комплексов и ракет в серийное производство, Департамент экспорта военной продукции Министерства обороны и аналогичная структура при Министерстве техники занимались продвижением комплекса на международный рынок вооружений, чтобы окупить затраты на его разработку. За успехи в разработке комплекса, ракетное подразделение компании «Шортс» было отмечено королевской наградой за достижения в науке и технике.

## Постановка на вооружение

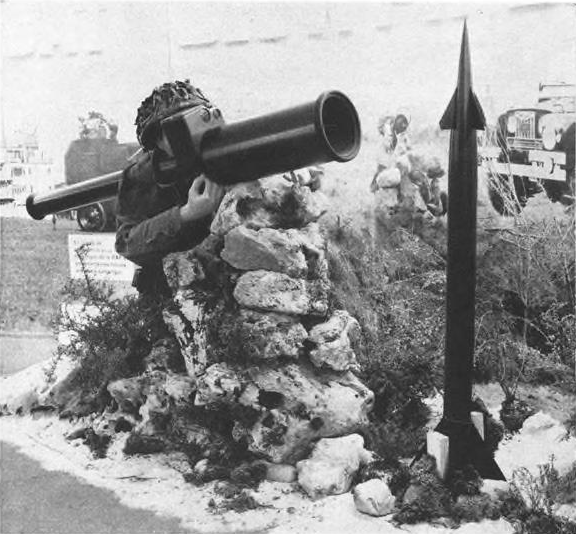
Презентация в Ле-Бурже в 1967 году

Исходно предполагалось поставить «Блоупайп» на вооружение уже в 1971 году, однако, этому воспрепятствовал целый ряд проволочек бюрократического характера и событий политического характера. Поскольку принятие комплекса на вооружение в 1971 году не состоялось, начало полномасштабного производства и поставок в войска было запланировано на первые месяцы 1972 года, однако, своевременной постановке комплекса на вооружение и началу серийных поставок помешали начавшиеся события в Ольстере (по месту нахождения генподрядчика), которые привели к активизации британо-ирландского конфликта, — члены британского правительства в Уайтхолле испугались от перспективы, что новейшие ПЗРК могут попасть в руки ирландских сепаратистов и быть использованы против британской же авиации, потому они выжидали с отдачей распоряжения компании-изготовителю приступить к серийному производству до тех пор, пока ситуация не прояснится (учитывая характер производимой продукции, для этого требовалось специальное правительственное разрешение). Представители корпоративного менеджмента «Шортс», в свою очередь, дали ясно понять, что возникшая накладка произошла не по их вине и что они готовы приступить к производству в любой момент. Ситуация для изготовителя осложнялась тем, что простой производственных мощностей неминуемо привёл бы к сокращению не менее двух тысяч рабочих мест на заводах компании, но учитывая то обстоятельство, что 69,5 % акций компании принадлежало британскому правительству, Майкл Хезелтайн, Министр промышленности в правительстве Эдварда Хита, пошёл навстречу корпоративному руководству, заявив о принятии правительством особой программы партнёрства и размещении дополнительных заказов. Фактическая поставка ракет в войска, тем временем, была отложена до конца 1974 года.
Официальный заказ на закупку серийной партии ракет для армии и морской пехоты был объявлен 5 сентября 1972 г. во время международной выставки вооружений «Фарнборо-Юроп-72» (Farnborough—Europe ’72). Сумма заказа и количество закупаемых комплексов и ракет не разглашались, однако, исполнительный директор компании «Шортс» Филип Формэн приоткрыл для прессы завесу тайны вокруг контракта, заявив что объёма заказа «существенный» и что он будет «весьма расстроен, если компании не удастся продать [ракет] на £10 миллионов в ближайшие двенадцать месяцев» (под причиной для расстройства подразумевалась угроза народных волнений в Ирландии). Контрольные испытания комплекса британской армией со стрельбой по самолётам-мишеням и привязным аэростатам велись на Ларкхиллском зенитном артиллерийском полигоне с осени 1972 года (производство самолётов-мишеней MATS-B также было налажено на авиазаводах «Шортс»). До июня следующего года в ходе стрельбовых испытаний и ротных тактических учений было отстреляно свыше 800 ракет с инертными боевыми частями, оснащёнными телеметрической аппаратурой. Первым соединением британских войск за рубежом, в которое должны были поступить серийные образцы комплексов с осколочно-фугасными боевыми частями, была назначена Британская Рейнская армия. По данным авторитетного британского издания «Флайт», заказ предусматривал поставку в войска 285 комплексов и неустановленное количество ракет к ним. Всего, в ходе контрольных испытаний было отстреляно свыше тысячи ракет.
В начале июня 1973 года, через год после принятия комплекса на вооружение британской армии, компании-изготовителю совместно с официальными властями Великобритании удалось заключить контракт с канадским правительством на поставку 100 ПЗРК со скидкой в цене для сухопутных войск канадской армии. Поставки комплексов в Канаду были назначены на конец 1974 года, но контрольную партию для оценки комплекса военными предполагалось поставить раньше. Подготовка канадских расчётов должна была осуществляться в Ларкхиллской артиллерийской школе, а затем, по мере появления собственного инструкторского состава, на месте в Канаде. В качестве потенциальных заказчиков корабельного варианта ЗРК рассматривались Австралия и Новая Зеландия, которые к тому времени уже были пользователями «Сикэт», — другого корабельного ЗРК компании «Шортс». Среди европейских заказчиков переносного сухопутного варианта наиболее вероятным представлялась Бельгия, но американцы со своим ПЗРК «Редай» уже успели застолбить континентальный европейский рынок зенитных вооружений. К осени 1975 года британский передвижной комплекс «Рапира» и переносной «Блоупайп» вышли в лидеры продаж в сегменте средств противовоздушной обороны мирового рынка вооружений.
К лету 1976 года была развёрнута подготовка специалистов по эксплуатации и боевому применению ПЗРК, для армии было подготовлено 24 расчёта по три человека каждый и ещё 8 расчётов для мобильных сил быстрого реагирования Верховного главнокомандования ОВС НАТО в Европе. К введению в штат стрелков-зенитчиков готовились в частях королевской морской пехоты. Подготовка операторов велась в городе Киртон-ин-Линдси, графства Линкольншир, регион Восточный Мидленд, учебный центр предполагалось передислоцировать в Булфорд, где был организован одноименный тренировочный лагерь (Уилтшир, Юго-Западная Англия). Королевские военно-воздушные силы предоставили самолёты-мишени для проведения учебных стрельб операторов. Одновременно с подготовкой по основной специальности, операторы проходили курс противотанковой подготовки, включавшей в себя отработку методики применения комплекса для стрельбы по легкобронированной и небронированной сухопутной технике. В феврале 1980 года, Министерство обороны разместило дополнительный заказ на сумму £20 млн на обеспечение комплексами «Блоупайп» частей территориальной обороны. К тому времени, «Блоупайп» уже находились на вооружении трёх королевских добровольческих зенитных артиллерийских полков территориальной обороны. К весне 1979 года комплексы поступили на вооружение частей коммандос Королевской морской пехоты, при этом они непрерывно модернизировались под изменяющиеся требования структур-заказчиков По словам председателя совета директоров компании сэра Джорджа Литча, «Блоупайп» привлекал к себе всё большее внимание иностранных заказчиков.
Перспективы дальнейшего развития комплекса и его модернизации послужили основой для публикаций в прессе, что компании «Шортс» удастся захватить сегмент переносных ЗРК мирового рынка вооружений и что комплекс будет и дальше выпускаться в 1980-х. В конце 1970-х гг., когда командованием австралийской армии решался вопрос о выборе замены устаревшим американским комплексам «Редай», вёлся интенсивный диалог с австралийским правительством на предмет закупки «Блоупайп», устраивались специальные презентации боевых возможностей комплекса в полевых условиях, — для этих целей руководство «Шортс» создало австралийский филиал, а встречные австралийские правительственные делегации отправились с визитами в США и Великобританию для более детального ознакомления с комплексами «Блоупайп» и «Стингер», — однако, выбор в итоге был сделан в пользу последнего и до закупок «Блоупайп» Австралией дело не дошло. О начале разработки усовершенствованного комплекса «Блоупайп», способного противостоять техническим новшествам 1990-х годов, и о заключении многомиллионного контракта с компанией «Шортс» на проведение опытно-конструкторских работ, официальными лицами Министерства обороны Великобритании было заявлено в ходе французской выставки вооружений «Ле-Бурже-80». (впоследствии, эта модификация получит название «Блоупайп-2»). Среди потенциальных заказчиков нового комплекса называли Корпус армейской авиации Великобритании, которому требовалась ракета класса «воздух—воздух» для оснащения ею вертолётной авиации поддержки сухопутных войск. В таком виде, их предполагалось устанавливать на лёгкие разведывательные вертолёты «Газель», либо перевозить расчёты ПЗРК на борту многоцелевого вертолёта «Линкс», десантируя их посадочным способом для действий против вертолётной авиации противника из засады. Но уже в новом бюджете на 1980—1981 год предусматривалось масштабное сокращение расходов на военные проекты, включая «Блоупайп». Тем не менее, властями отмечалось, что программа конструкторских работ не будет свёрнута совсем. Весной 1981 года в прессе сообщалось, что бюджетные ассигнования на программу модернизации комплекса составили £200 миллионов. Кроме того, компанию-изготовителя, а вместе с ней и программу «Блоупайп» выручил многомиллионный заказ от канадского правительства, подоспевший к лету 1981 года. В январе 1982 года, руководство «Шортс» заявило прессе: «Год назад у нас было четыре иностранных заказчика, а теперь их восемь», — конкретные государства-заказчики не разглашались. Британский журнал «Экономист» вышел с хвалебным материалом, в котором говорилось о том, что комплекс «заслужил себе место в любой армии». На волне удачных обстоятельств, «Шортс» увеличила количество рабочих мест на своих заводах.

## Задействованные структуры
В производстве ракетных комплексов «Блоупайп» и сопутствующего оборудования были задействованы следующие компании-подрядчики:
- Ракетный комплекс в целом, боевые и учебные средства (полевой тренажёр оператора Mk 1 и Mk 2) — Short Brothers & Harland Ltd, Precision Engineering Division → Missiles Systems Division, Каслри, Белфаст, графство Даун, Северная Ирландия;
- Ракетный двигатель — Imperial Metal Industries Ltd, IMI Summerfield Research Station (разработка), IMI Kidderminster Works (производство), Киддерминстер, графство Вустершир, Западный Мидленд;
- Система наведения — Marconi Avionics (сначала самостоятельно, затем в качестве филиала GEC Avionics и GEC-Ferranti), Базилдон, графство Эссекс, Восточная Англия;
- Монокулярное прицельное приспособление — Avimo Ltd, Тонтон, графство Сомерсет, Юго-Западная Англия;
- Система радиолокационного опознавания (IFF 880) — Cossor Electronics Ltd, Харлоу, графство Эссекс, Восточная Англия;
- Система зажигания двигателя, боевая часть, предохранительный механизм / переводчик взрывателя на боевой взвод, устройство самоликвидации при промахе K2A1 — Royal Ordnance Ltd, ROF Blackburn, Блэкберн, графство Ланкашир, Северо-Западная Англия; Imperial Metal Industries, Виттон, Бирмингем, графство Уэст-Мидлендс, Западный Мидленд;
- Стеклопластиковая пусковая труба — Ward Engineering Services, Паркстон, Пул, графство Дорсет, Юго-Западная Англия;
- Наземный источник питания — Mine Safety Appliances Co Ltd, Котбридж, область Норт-Ланаркшир, Шотландия;
- Электрическая цепь пуска — Pye Dynamics Ltd, Браунстон, графство Лестершир, Восточный Мидлендс;
- Взрыватель — Marconi Defense Systems Ltd, Лондон;
- Неконтактный датчик цели, устройство оповещения о появлении воздушной цели в секторе наблюдаемого воздушного пространства — ThornEMI Electronics Ltd, Хайес, графство Мидлсекс, Большой Лондон;
- Трассёр в хвостовой части ракеты, воспламенитель двигателя — Wallop Industries Ltd, Мидл-Уоллоп, Стокбридж, графство Гэмпшир, Юго-Восточная Англия;
- Гибридная электронно-вычислительная система / ракетный симулятор — Redifon Ltd, Data Systems Division, Кроули, графство Сассекс, Юго-Восточная Англия;
- Радиолокационная станция определения параметров отклонения ракеты от цели (Type 1700 Radar) — Racal[англ.]-MESL (консорциум, образованный компаниями Racal Electronics Ltd[англ.] и Microwave and Electronic Systems Ltd), Линлитгоу, область Уэст-Лотиан, Шотландия;
- Специальные аналоговые разъёмы — Hellerman Deutsch Ltd, Кроули, графство Сассекс, Юго-Восточная Англия.

## Техническое описание
Боевые средства
Пусковая труба с ракетой представляют собой унитарный боеприпас, поставляемый с завода-изготовителя в снаряжённом виде и готовый к боевому применению. На складах хранения боеприпасов она хранится в транспортном контейнере (укупорке), в нём же она перевозится различными видами транспорта. Пусковая труба, имеющая грязе- и водонепроницаемое стеклопластиковое покрытие, служит герметичным контейнером для ракеты, передняя её часть (где, среди прочего размещено оперение ракеты) имеет форму утолщённого цилиндра с плоской крышкой, внешне напоминающую «канистру». Командно-пусковой блок (КПБ) комплекса представляет собой устройство многоразового использования с рукояткой управления огнём и прицельными приспособлениями, пристыковываемое к пусковой трубе, после чего комплекс готов к бою (иначе не замкнутся электроцепи и ракета не покинет пусковой трубы). Комплекс не имеет конструктивных решений для левшей и хват для всех операторов одинаковый, независимо от индивидуальных психофизиологических качеств оператора: пусковая труба для наведения на цель размещается на правом плече стрелка, левой рукой он придерживает переднюю часть пусковой трубы («канистру»), а правой удерживает рукоятку со спусковым рычагом и пальцевым манипулятором кнопочного типа (при помощи которого после пуска осуществлялось удерживание ракеты на линии визирования цели). Спусковой рычаг в походном положении зафиксирован в неподвижном состоянии предохранителем, который необходимо переместить в сторону, чтобы привести комплекс в готовность к бою и произвести пуск. Нажатие спускового рычага приводит в действие воспламенитель вмонтированного в пусковую трубу наземного источника питания (НИП), который подаёт электропитание на ракету, одновременно разарретируя гироскопический следящий координатор станции наведения (всё это длится доли секунды), тем временем высвобождается рулевой блок, лопасти рулевых поверхностей начинают выпрямляться. После нажатия на спуск, необходимо удерживать спусковой рычаг в прижатом положении до окончания цикла стрельбы (попадания или промаха), иначе разомкнётся электроцепь и прервётся командная радиолиния управления, ракета потеряет управляемость.
Поскольку практика зрительного опознавания приближающихся летательных аппаратов передовыми наблюдателями показала крайнюю ненадёжность данной меры в подавляющем большинстве случаев (ввиду расстояния в 7 км, на котором проблематично сходу сделать вывод о государственной принадлежности цели), для этих целей КПБ оснащён интегрированным радиолокационным запросчиком, который обеспечивает опознание государственной принадлежности подлетающих целей по принципу «свой—чужой».
Срабатывание электроцепи запуска блокируется радиолокационным запросчиком, вмонтированным в КПБ, до тех пор, пока не пройдёт время, необходимое для бортового автоматического ответчика наблюдаемого летательного аппарата на передачу кодированного сигнала «свой» (экспортные варианты КПБ, по согласованию с заказчиками, могли не оборудоваться запросчиком, что и привело в итоге к успешному обстрелу аргентинскими зенитчиками британских самолётов и вертолётов). В том случае, если устройство получает от цели сигнал «свой», оно блокирует дальнейший алгоритм цикла стрельбы, но оператор, в том случае, если он зрительно убедится в том, что приближающаяся цель — «чужой», удержанием спускового рычага снимает блокировку. От срабатывания электроцепи запуска загорается воспламенитель выбрасывающего двигателя с твёрдым топливом на основе кордита, который возгораясь продуцирует пороховые газы, стремительно расширяющиеся в объёме и увеличивающие давление внутри пусковой трубы и срывающие с неё переднюю крышку. Одновременно с этим, ракета под воздействием реактивной тяги выбрасывающего двигателя срывает срезные болты, крепящие её к задней крышке пусковой трубы и саму заднюю крышку, которая слетает с трубы под давлением пороховых газов, ракета тем временем покидает пусковую трубу на скорости, обеспечивающей её отлёт вперёд на безопасное для стрелка расстояние, не создавая при этом сильный эффект отдачи (за счёт срыва с пусковой трубы обеих крышек и свободного выхода давления в обе стороны). Пороховой заряд выбрасывающего двигателя прогорает практически мгновенно и полностью выгорает к моменту выхода ракеты из переднего среза пусковой трубы, что предохраняет стрелка от поражения газообразными продуктами сгорания пороха. Переднее оперение ракеты (крестообразный рулевой блок), до выхода её из пусковой трубы находится в сложенном состоянии в головной части ракеты. После выхода ракеты из пусковой трубы, под воздействием силы сопротивления воздуха лопасти рулевых поверхностей полностью выпрямляются в стороны от корпуса ракеты и фиксируются, обеспечивая ракете управляемость и стабилизируя её полёт. Под воздействием центробежной силы выпрямляются лопасти стабилизаторов хвостового оперения, которые обеспечивают ракете устойчивость в полёте. Маршевый двигатель воспламеняется через 0,7 секунды после выгорания выбрасывающего заряда на удалении около 30 метров от стрелка. В момент срабатывания маршевого двигателя, ракета за счёт скошенных сопловых насадков системы управления вектором тяги получает вращательный импульс и вращается вокруг своей продольной оси в течение всего полёта, что снижает эффект смещения в сторону и повышает аэродинамические качества.. Одноразовая антенна запросчика имеет кольцеобразную форму и размещается отдельно от него, стыкуясь соединительным кабелем, будучи запаянной в прокладку из пенопласта, приклеенную с внутренней стороны к передней крышке «канистры» пусковой трубы, которая отстреливается в сторону одновременно с вылетом ракеты. После применения, стрелянная пусковая труба выбрасывается, либо сдаётся на склад, — разработчиками было заявлено, что стрелянная пусковая труба может снаряжаться ракетой и использоваться повторно ещё «сотни раз».
Учебные средства
Тренажёр оператора представлял собой сначала аналоговое (Mk 1), а затем гибридное (Mk 2) устройство, подключаемое к КПБ и наводящееся на любой объект, продуцирующий излучение в инфракрасном диапазоне, например на осветительный патрон, — в принципе, наведение комплекса возможно вообще на любой видимый оператором объект, независимо от наличия или отсутствия теплового следа и формируемого им теплового контраста с температурным фоном окружающей среды, но только в учебных целях для отработки точности наведения и удержания цели на линии визирования. Аналоговое устройство требовало для нормальной работы пристыкованной к КПБ пусковой трубы (иначе не замыкалась электроцепь), гибриду было достаточно только КПБ.
Для оценки индивидуальных результатов контрольных и учебных стрельб и уровня огневой подготовки операторов, компанией «Рейкел Электроникс» была разработана радиолокационная станция определения параметров отклонения ракеты от цели, получившая заводской индекс «Тип 1700», реализующая Доплеров эффект, которая с земли сопровождала радиолокационным излучением ракету в полёте одновременно с оператором. Для обработки вводных данных использовался процессор на базе PDP-11.

## Система наведения
Комплекс предназначен для стрельбы по целям на встречных курсах, до выхода их на воображаемый рубеж атаки, и не предназначается для стрельбы вдогон. Тем не менее, как утверждалось исполнительным директором компании-изготовителя Артуром Манвеллом, конструкторами была заложена возможность обстрела целей на встречно-пересекающихся и догонных курсах, причём, в тех случаях, когда цель заходила в так называемый «стакан» (область непростреливаемого пространства внутри зоны пуска, образуемая над огневой позицией и по форме напоминающая указанный сосуд), комплекс не требовал повторения операций приготовления к обстрелу цели (повторный захват и сопровождение цели) характерных для аналогичных двухрежимных средств с инфракрасной головкой самонаведения (ИК ГСН), которые для этих целей были оснащены переключателем режимов стрельбы «навстречу/вдогон», — «Блоупайп», в силу радиокомандного принципа наведения ракеты, был однорежимным комплексом. Оператор мог сопроводить цель от момента пересечения ею ближней границы зоны пуска навстречу до прохождения непосредственно над ним и пересечения ближней границы пуска вдогон (которая была ограничена, главным образом, угловыми координатами цели относительно стрелка, то есть высотой полёта цели, а не горизонтальной дальностью до неё) и произвести пуск без каких-либо дополнительных операций. Кроме того, если оператору комплекса с ИК ГСН требовалось удерживать визир на цели в течение полутора—двух секунд или дольше, чтобы головка самонаведения за это время успела надёжно захватить цель, то «Блоупайп» обеспечивал возможность пуска сразу же после наведения пусковой установки в сторону цели, корректировка траектории полёта ракеты к цели осуществлялась оператором уже после её вылета из пусковой трубы, что было существенной экономией времени в условиях применения противником реактивной авиации. Кроме того, если сектор обстреливаемого воздушного пространства был ограничен естественными элементами рельефа местности или искусственными строениями, то при заходе цели за тот или иной объект местности, ИК ГСН до запуска ракеты теряла цель (либо захватывала линию видимого горизонта или объекты местности, имеющие контрастный температурный фон) и захват необходимо было осуществлять повторно, в полёте же это практически неизбежно вело к промаху. «Блоупайп» был абсолютно защищён от такого рода сложностей, так как захват цели ракетой не предусматривался проектировщиками.
Внутри линзы монокуляра прицела нанесена масштабная сетка с дальномерной шкалой (делениям которой соответствуют определённые габаритные характеристики наиболее массовых средств воздушного нападения — самолётов и вертолётов), по которой оператор определяет ориентировочное расстояние до цели. В стеклопластиковый корпус «канистры», запаяна витками одноразовая спиралеобразная антенна радиопередатчика, которая выполняет функцию усилителя сигнала, передаваемого командно-пусковым блоком (КПБ) на ракету.
Сразу же после пуска активизируется электроцепь системы наведения, которая непрерывно удерживает ракету в поле зрения монокуляра прицела, приёмник инфракрасного излучения фиксирует тепловой след, производимый трассёром ракеты, и направляет в сторону трассёра радиопередатчик следящего координатора, оператор тем временем пальцевым усилием перемещает рычаг манипулятора в нужную сторону, перемещение манипулятора в ту или иную сторону генерирует электронные сигналы, которые преобразуются радиопередатчиком в радиосигналы — команды управления ракетой, принимаемые радиоприёмником в хвостовой части ракеты и сразу же обрабатываемые бортовой электроникой с преобразованием их в электрические импульсы, передаваемые на приводы рулевых поверхностей, движение которых корректирует курс ракеты и «прижимает» её к линии визирования цели, которая соответствует перекрестью в центре линзы монокуляра.
Трассёр обеспечивает визуальное наведение как в ручном режиме, так и в полуавтоматическом режиме, что было реализовано на более поздних моделях, где система наведения КПБ при помощи приёмника инфракрасного излучения получает и обрабатывает входящий сигнал рассогласования, а затем преобразует значение поправки в электронный сигнал, который при помощи радиопередатчика отправляет на ракету, корректируя её курс без участия оператора в процессе (от которого требуется только удерживать перекрестье в центре монокуляра на цели). На серийной модели КПБ, полуавтоматический режим также поддерживается, но только в течение первых полутора секунд полёта ракеты, после чего мощности сигнала недостаточно для передачи команд управления ракетой и необходимо наведение вручную пальцевым манипулятором. В таком режиме, без нажатия оператором на манипулятор, а только способом доворота пусковой трубы в направлении цели (так, чтобы цель находилась в перекрестье в центре монокуляра прицела) исходная модель КПБ обеспечивала эффективное поражение целей в пределах до полутора километров в критических ситуациях, требующих от оператора очень быстрых действий на автоматизме, за которыми не поспевали тактильные рефлексы, требуемые для пальцевого усилия на рычаг манипулятора. Таким образом компенсировалась вибрация пусковой трубы в сторону от цели в момент пуска, требующая от стрелка повторной наводки и возвращения цели в поле зрения монокуляра прицела в течение секунды до запуска маршевого двигателя и разгона ракеты до маршевой скорости, после чего ракета полностью подчинялась сигналам с земли. Кроме того, эта особенность КПБ обеспечивала возможность пуска ракеты в сторону цели без точного прицеливания (что было практически равнозначно промаху при стрельбе ЗУР с ИК ГСН), с корректированием её курса уже в процессе полёта, что было существенным преимуществом в условиях, когда счёт шёл на доли секунды. На ранних моделях комплекса манипулятор находился на специальной рукоятке в передней части КПБ, в пристыкованном состоянии находившейся под «канистрой» посередине. На более поздних моделях он был совмещён с рукояткой управления огнём.
Немаловажным способствующим фактором является эффект внезапности обстрела для воздушной цели, который достигается путём применения комплекса без подключения радиолокационного запросчика. Комплексы с ИК ГСН обнаруживают себя перед противником как только поверхность цели облучается излучением ГСН или встроенного запросчика, то есть ещё до запуска ракеты. В случае применения «Блоупайп», её огневую позицию, при условии соблюдения правил маскировки, можно было обнаружить с воздуха только после пуска, либо при наличии специальной тепловизионной аппаратуры. В полёте, ракета могла быть обнаружена несколькими способами: а) зрительно пилотом или членами экипажа, б) бортовой радиолокационной станцией предупреждения о ракетном обстреле с выдачей мерцающего светового сигнала на индикаторе кругового обзора, в) приёмником бортовой аппаратуры предупреждения о радиолокационном облучении, г) после 1982 года, то есть после начала поставок в войска КПБ с лазерной подсветкой цели, ещё и при наличии бортовой оптико-электронной станции предупреждения о лазерном облучении. Как правило, обнаружение ракеты одной из систем, указанных в п.п. б, в, и г, дублировалось звуковым зуммером для пилота, чтобы тот успел своевременно предпринять противоракетный манёвр.
В отличие от ракет с ИК ГСН, ракета «Блоупайп» в полёте отличается практически абсолютной помехоустойчивостью к такому средству инфракрасного противодействия, как тепловые ловушки, отстреливающиеся самолётами при приближении ракет, — эта особенность комплекса составляет предмет особой гордости его разработчиков и изготовителей, однако, ими упускался из внимания вопрос помехозащищённости неконтактного датчика цели, который также ориентировался на инфракрасное излучение цели (что при прочих равных делало ракету малоэффективной при стрельбе вдогон по целям, оснащённым тепловыми ловушками), и вопрос преждевременного срабатывания последнего при стрельбе вдогон по причинам, аналогичным для ЗУР с ИК ГСН, не обсуждался ими в принципе. Неконтактный датчик цели инфракрасно-радиолокационный (объёмный), непрерывно сканирует воздушное пространство в передней полусфере, измеряя его объём, как только он начинает вытесняться (от приближения цели или другого объекта сопоставимых размеров) датчик объёма срабатывает, задача инфракрасного (теплового) датчика обнаружить источник наиболее интенсивного инфракрасного излучения (двигатель цели) и предотвратить преждевременный подрыв боевой части.
Боевая часть ракеты оснащена двухрежимным взрывателем с переключаемыми режимами, 1) срабатывания на приближение к цели, 2) детонации от столкновения с целью. Второй режим включается стрелком перед пуском, как правило, при стрельбе по низколетящим целям при предельно малых углах возвышения пусковой трубы относительно поверхности или при стрельбе по наземным или надводным целям, чтобы неконтактный датчик цели не сработал от предметов местности. Среднее пространственное отклонение ракеты от цели, установленное опытным путём в результате 200 боевых и учебных пусков, составило 3,3 ÷ 5 м (что вполне компенсировалось радиусом поражения взрывной волной и осколками боевой части).

## Назначение
Общее назначение
Комплекс предназначался для прикрытия войск от налётов авиации противника, однако, имел возможность обстрела наземных или надводных целей, что, однако, рассматривалось командованием в качестве крайней меры (при отсутствии других способов и средств поражения), ввиду дороговизны такого способа расхода ракет при наличии других, более дешёвых противотанковых средств, — компанией-изготовителем особо акцентировалось внимание на универсальности комплекса и подчёркивалась, что «Блоупайп» — это ракетный комплекс одинаково предназначенный для борьбы как против воздушных, так и против наземных целей, а также против малотоннажных кораблей, судов на воздушной подушке и всплывших подводных лодок.
Средство противовоздушной обороны
Достаточно низкий потолок зоны поражения комплекса накладывал ограничения при стрельбе по воздушным целям, выполняющим разведывательные полёты, на высотах, не доступных для обстрела, — такого рода цели предполагалось пропускать без обстрела, дабы не вскрывать перед противником расположения позиций, занимаемых расчётом. Нормальной практикой боевого применения комплекса «Блоупайп» считалась стрельба по средствам воздушного нападения (СВН) противника, заходящим в сектор воздушного пространства непосредственно на позицию стрелка, на встречных курсах, в отличие от американских «редай» и советских «стрел», боевая эффективность применения которых возрастала при стрельбе вдогон. Оптимальной считалась стрельба на дальности 7 км по реактивным самолётам, — при таком расчёте, ракета через 14 сек должна была встретиться с целью в 3 км от точки запуска. Тактической единицей, оснащённой «Блоупайп» являлся расчёт (секция) в составе трёх человек. В качестве средства обеспечения подвижности подразделения и боевых средств использовался военный автомобиль повышенной проходимости марки «Лендровер» (или единица бронетехники), выступающий одновременно тягачом для прицепа с перевозимым имуществом подразделения и боекомплектом, включающим в себя четыре одноразовые пусковые трубы с ракетами, готовыми к пуску без дополнительных, и ещё шесть труб с ракетами в герметичных укупорках, итого десять ракет. При спешивании или выдвижении на позицию в пешем порядке, носимое имущество подразделения распределялось следующим образом: 1-й номер, он же стрелок-оператор, несёт на себе КПБ и одну ракету, занимает огневую позицию и изготавливается к бою, либо ведёт наблюдение за воздушной обстановкой в заданном секторе, 2-й номер (помощник оператора и корректировщик одновременно) несёт две ракеты и радиостанцию, при нормальных обстоятельствах сопровождает стрелка, помогает тому осуществлять перезаряжание, поиск и обнаружение воздушной цели, и другие задачи, в остальных случаях занимает смотровую позицию, обеспечивающую ему панорамный обзор воздушного пространства и бесперебойную связь с другими членами расчёта, 3-й номер (водитель-радист) при наличии машины остаётся в машине и поддерживает связь с двумя оставшимися номерами расчёта и с подразделением, к которому их секция прикомандирована. В зависимости от условий местности и предполагаемого характера действий противника и ожидаемых СВН, командир расчёта сам принимает решение относительно того, где расположить огневые, запасные и ложные позиции. Поскольку комплекс не предназначался для стрельбы вдогон, стрелок при занятии огневой позиции ориентировался на уничтожение СВН противника на подлёте, до того как они успеют произвести пуск ракет или неуправляемых снарядов, или сбросить бомбы.
В сухопутных войсках комплекс использовался как средство ПВО бригадных групп, командиры которых определяли какой фланг или другой элемент боевого или походного порядка нуждается в прикрытии и сосредотачивали там имеющиеся силы и средства ПВО. Тактика боевого применения подразделений ПВО морской пехоты предполагала их задействование в ходе морских десантных и аэромобильных операций. В более широком плане, комплекс был предназначен для эшелонирования армейских средств ПВО, действуя во втором эшелоне вместе с более дальнобойными передвижными ЗРК средней дальности «Тандербёрд», он был призван повысить надёжность системы противовоздушной обороны.
Противотанковое средство
Фугасная боевая часть делает «Блоупайп» относительно эффективным вспомогательным противотанковым средством, так как позволяет наносить критические повреждения легкобронированной и небронированной технике, и сшибать внешнерасположенную аппаратуру с танков и тяжелобронированных машин, таким образом выводя их из строя.

## Программа подготовки операторов
Специфика боевого применения нашла своё отражение в методиках подготовки расчётов, которые существенно отличались от таковых в вооружённых силах других государств-членов Организации Североатлантического договора (НАТО) и Организации Варшавского договора (ОВД). Дело в том, что и советские «стрелы» и американские «редай» относились западными военными теоретиками к разряду ракет для «войны на истощение» (attrition missile), что определяло их назначение, как оружие партизан и повстанцев в первую очередь и средство прикрытия войск во вторую, и отражалось на относительной простоте в эксплуатации и упрощённой программе подготовки их операторов, в то время как при создании «Блоупайп» об оружии для партизанской войны речи не шло. Всего, программа подготовки оператора (каждого члена расчёта) предусматривала отработку навыков эксплуатации комплекса в условиях приближенных к боевым при помощи полевого тренажёра, после чего следовал тест индивидуальной переносимости пуска (разлёт реактивной струи и шумовой фон) в ходе которого оператору предстояло отстрелять один светошумовой массо-габаритный имитатор ракеты, который имитировал эффекты боевого пуска, но не нёс в себе дорогостоящей аппаратуры наведения, — по мере прохождения данного этапа операторы допускались к контрольным зачётам по огневой подготовке, где каждому из них выделялось по три ракеты с осколочно-фугасными боевыми частями и ставились задачи по уничтожению самолётов-мишеней. Кроме того, для поддержания квалификации операторов на должном уровне для них организовывались ежегодные сборы со стрельбами, по одной ракете на человека.

## Последовательность операций цикла стрельбы
Учитывая то обстоятельство, что основным способом боевого применения комплекса «Блоупайп» является стрельба по воздушным целям, летящим на дозвуковых скоростях на встречных курсах, цикл стрельбы предполагал изготовку к стрельбе после получения команды «Приготовиться!», на что уходило около 20 секунд по нормативу (для приведения комплекса из походного положения в боевое), и вводных данных о характере воздушной цели (индивидуальная или групповая, реактивный или винтомоторный самолёт), курсе и скорости полёта, и точном направлении, откуда ожидается её появление. Стрелок-оператор наводил целик монокуляра прицела на цель, после чего нажимал спусковой рычаг. Пуск ракеты осуществлялся оператором стоя с плеча при пересечении целью дальней границы зоны пуска, которая варьировалась в зависимости от скорости цели от 4 до 7 км, — в таких условиях, ожидаемая встреча ракеты с целью должна была произойти в течение 14 сек, в течение которых стрелок удерживал ракету на линии визирования цели при помощи ручного манипулятора (что препятствовало изготовке к повторному обстрелу на случай промаха первой ракеты), детонация взрывателя происходила автоматически после срабатывания инфракрасного неконтактного датчика цели. Самоподрыв ракеты происходил в случае 1) промаха или отказа неконтактного датчика цели, 2) рикошета от поверхности цели, 3) отсутствия сигнала в связи с нарушением командной радиолинии более 5 сек. Поскольку комплекс разрабатывался как средство прикрытия войск от налётов штурмовой и истребительно-бомбардировочной авиации противника, при стрельбе по тихоходным военно-транспортным самолётам или винтокрылым летательным аппаратам, расчёт дальности зоны пуска существенно отличался и не превышал 5 км.. После подрыва боевой части или в случае промаха, оператор отстыковывал командно-пусковой блок (КПБ) от стрелянной пусковой трубы и после этого либо прекращал стрельбу, либо пристыковывал к КПБ новый боеприпас, после чего мог повторять вышеописанную последовательность операций боевой работы до полного израсходования боекомплекта. Всего, на стыковку пусковой трубы с ракетой к КПБ у подготовленного оператора уходило до 5 секунд. К концу 1970-х годов была разработана модификация КПБ без пальцевого манипулятора на рукоятке, которая требовала от оператора только удержания перекрестья прицела на цели, а радиопередающее устройство само посылало необходимые командные сигналы на приёмник в хвостовой части ракеты.

## Тактико-технические характеристики
Ниже приведены тактико-технические характеристики исходной модели переносного зенитного ракетного комплекса «Блоупайп»:

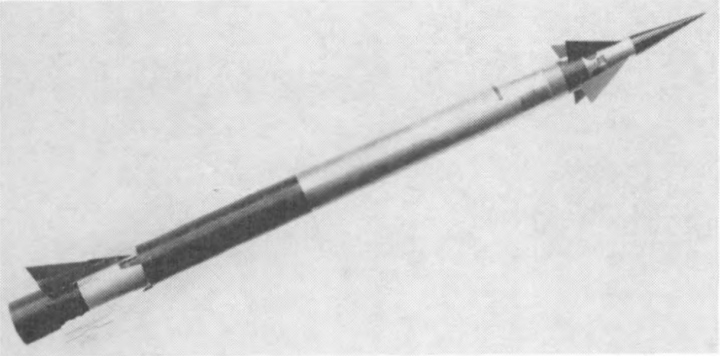
Ракета «Блоупайп» на момент принятия комплекса на вооружение

- Категория мобильности: ограниченно носимый
- Система наведения: радиокомандное наведение по линии визирования (на исходных моделях), с лазерной подсветкой цели (после 1982)
- Сопровождение цели оператором: ручное при помощи пальцевого манипулятора (до 1979) и при помощи удержания целика или перекрестья монокуляра по центру цели (после 1979)
- Идентификация государственной принадлежности цели: автоматическое при помощи интегрированного в командно-пусковой блок радиолокационного запросчика (образцы для Вооружённых сил Великобритании и стран Британского содружества), либо визуальное оператором (экспортные образцы)
- Дальняя граница зоны пуска по цели типа «реактивный самолёт» (при стрельбе навстречу): 7 км
- Дальность поражения цели: 0,5 — 3 км (впоследствии доведена до 4 км)
- Высота поражения цели: 0,01 — 1,5 км (впоследствии доведена до 2 км)
- Максимальная скорость поражаемых целей: 220 м/с
- Маршевая скорость ракеты: 514,5 м/с
- Максимальная скорость ракеты: 700 м/с
- Масса комплекса в боевом положении: 21 кг
- Масса командно-пускового блока: 7 кг
- Масса ракеты с пусковой трубой: 14 кг
- Стартовая масса ракеты: 11,3 кг
- Длина ракеты: 1350 мм
- Калибр ракеты: 76 мм
- Масса боевой части: 2,2 кг
- Тип боевой части: кумулятивно-фугасная
- Взрыватель: двухрежимный со срабатыванием от неконтактного датчика цели или контактный ударного действия
- Датчик цели: неконтактный инфракрасно-радиолокационный
- Вероятность поражения цели с первого пуска: 0,3 — 0,5
- Время приведения из походного положения в боевое: 20 сек
- Время выхода наземного источника питания на режим, время ожидания ответа «свой» аппаратурой идентификации цели, время готовности ракеты к пуску (синхронизировано): 4 — 6 сек
- Расчёт: 3 чел. (секция)
- Средства обеспечения подвижности: автомобиль повышенной проходимости или бронетранспортёр

## Сравнительная характеристика
Ниже приводится сравнение боевых возможностей комплекса «Блоупайп» с его зарубежными аналогами того же периода.
| Сравнительная характеристика переносных зенитных ракетных комплексов 1970-х годов | Сравнительная характеристика переносных зенитных ракетных комплексов 1970-х годов | Сравнительная характеристика переносных зенитных ракетных комплексов 1970-х годов | Сравнительная характеристика переносных зенитных ракетных комплексов 1970-х годов | Сравнительная характеристика переносных зенитных ракетных комплексов 1970-х годов | Сравнительная характеристика переносных зенитных ракетных комплексов 1970-х годов | Сравнительная характеристика переносных зенитных ракетных комплексов 1970-х годов |
| Характеристика | «Стрела-2»                                                                        | «Stinger»                                                                         | «Stinger Alternate»                                                               | «Rayrider»                                                                        | «Blowpipe»                                                                        | «Blowpipe»                                                                        |
| --- | --------------------------------------------------------------------------------- | --------------------------------------------------------------------------------- | --------------------------------------------------------------------------------- | --------------------------------------------------------------------------------- | --------------------------------------------------------------------------------- | --------------------------------------------------------------------------------- |
| Разработчик | КБМ                                                                               | General Dynamics                                                                  | Ford                                                                              | Bofors                                                                            | Northrop                                                                          | Short Brothers                                                                    |
| Принятие на вооружение в стране производства | Да                                                                                | Да                                                                                | Нет                                                                               | Да                                                                                | Нет                                                                               | Да                                                                                |
| Аэродинамическая схема ракеты | «утка» с прямоугольным оперением                                                  | «утка» с прямоугольным оперением                                                  | нормальная схема с трапециевидным оперением                                       | нормальная схема со стреловидным оперением                                        | «утка» с треугольным оперением                                                    | «утка» с треугольным оперением                                                    |
| Режим управления полётом ракеты | автоматический                                                                    | автоматический                                                                    | полуавтоматический                                                                | полуавтоматический                                                                | полуавтоматический                                                                | ручной                                                                            |
| Система управления ракетой с земли | не предусмотрена                                                                  | не предусмотрена                                                                  | наведение по лучу                                                                 | наведение по лучу                                                                 | наведение по лучу                                                                 | радиокомандная                                                                    |
| Устройство наведения ракеты на цель | головка самонаведения                                                             | головка самонаведения                                                             | станция лазерной подсветки                                                        | станция лазерной подсветки                                                        | станция лазерной подсветки                                                        | станция передачи команд                                                           |
| Устройство наведения ракеты на цель | пассивная инфракрасная                                                            | пассивная инфракрасная/ультрафиолетовая                                           | полуактивная лазерная                                                             | полуактивная лазерная                                                             | полуактивная лазерная                                                             | оптико-электронная                                                                |
| Устройство наведения ракеты на цель | конического сканирования передней полусферы                                       |                                                                                   | полуактивная лазерная                                                             | полуактивная лазерная                                                             | полуактивная лазерная                                                             | оптико-электронная                                                                |
| Неконтактный датчик цели | не предусмотрен                                                                   | радиолокационный                                                                  | лазерный                                                                          | лазерный                                                                          | комбинированный                                                                   | комбинированный                                                                   |
| Удержание цели по центру прицела в процессе прицеливания | требуется                                                                         | требуется                                                                         | желательно                                                                        | желательно                                                                        | не требуется                                                                      | не требуется                                                                      |
| Осуществление пуска по цели без точного прицеливания | недопустимо ни при каких обстоятельствах                                          | недопустимо ни при каких обстоятельствах                                          | не желательно                                                                     | не желательно                                                                     | допустимо при отсутствии времени на прицеливание                                  | допустимо при отсутствии времени на прицеливание                                  |
| Подсветка цели оператором | не предусмотрена                                                                  | не предусмотрена                                                                  | лазерная                                                                          | лазерная                                                                          | лазерная                                                                          | не предусмотрена                                                                  |
| Подсветка цели оператором | не предусмотрена                                                                  | не предусмотрена                                                                  | низкоимпульсная                                                                   | частотно-модулированная                                                           | непрерывная                                                                       | не предусмотрена                                                                  |
| Сопровождение ракеты оператором | не предусмотрено                                                                  | не предусмотрено                                                                  | по линии визирования цели                                                         | по линии визирования цели                                                         | по линии визирования цели                                                         | по линии визирования цели                                                         |
| Метод наведения ракеты | двухточечный                                                                      | двухточечный                                                                      | трёхточечный                                                                      | трёхточечный                                                                      | трёхточечный                                                                      | трёхточечный                                                                      |
| Метод наведения ракеты | метод пропорционального сближения                                                 | метод пропорционального сближения                                                 | метод автоматического совмещения                                                  | метод автоматического совмещения                                                  | метод автоматического совмещения                                                  | метод ручного совмещения                                                          |
| Метод наведения ракеты | с переменным запрограммированным углом упреждения                                 | с переменным автоматически рассчитываемым углом упреждения                        | с нулевым углом упреждения                                                        | с нулевым углом упреждения                                                        | с нулевым углом упреждения                                                        | с произвольным регулируемым углом упреждения                                      |
| Помехозащищённость | относительная                                                                     | относительная                                                                     | близкая к абсолютной                                                              | близкая к абсолютной                                                              | близкая к абсолютной                                                              | близкая к абсолютной                                                              |
| Помехоустойчивость | низкая                                                                            | относительная                                                                     | высокая                                                                           | высокая                                                                           | высокая                                                                           | близкая к абсолютной                                                              |
| Угрожающие факторы помеховой обстановки | уязвимость для тепловых ловушек, небесным светилам                                | уязвимость для тепловых ловушек, небесным светилам                                | уязвимость для средств оптико-электронного подавления                             | уязвимость для средств оптико-электронного подавления                             | уязвимость для средств оптико-электронного подавления                             | безразличие к помехам                                                             |
| Бортовые средства оповещения об угрозе ракетного обстрела воздушной цели | станция предупреждения о радиолокационном облучении                               | станция предупреждения о радиолокационном облучении                               | станция предупреждения о лазерном облучении                                       | станция предупреждения о лазерном облучении                                       | станция предупреждения о лазерном облучении                                       | не существуют                                                                     |
| Эффективность при стрельбе навстречу | ниже, чем вдогон                                                                  | ниже, чем вдогон                                                                  | одинаково высокая                                                                 | одинаково высокая                                                                 | одинаково высокая                                                                 | более высокая, чем вдогон                                                         |
| Эффективность применения в условиях облачности | ниже, чем при безоблачной погоде                                                  | ниже, чем при безоблачной погоде                                                  | относительная                                                                     | относительная                                                                     | одинаково высокая                                                                 | одинаково высокая                                                                 |
| Эффективность применения в условиях тумана | практически бесполезен                                                            | практически бесполезен                                                            | практически бесполезен                                                            | практически бесполезен                                                            | практически бесполезен                                                            | практически бесполезен                                                            |
| Эффективность применения в условиях задымления или запыления огневой позиции | одинаково высокая                                                                 | одинаково высокая                                                                 | ниже, чем при отсутствии указанных факторов, ограничивающих видимость цели        | ниже, чем при отсутствии указанных факторов, ограничивающих видимость цели        | ниже, чем при отсутствии указанных факторов, ограничивающих видимость цели        | ниже, чем при отсутствии указанных факторов, ограничивающих видимость цели        |
| Эффективность применения в тёмное время суток | с ТПВ более эффективен, чем в светлое время суток                                 | с ТПВ более эффективен, чем в светлое время суток                                 | без ночной оптики практически бесполезен                                          | без ночной оптики практически бесполезен                                          | без ночной оптики практически бесполезен                                          | без ночной оптики практически бесполезен                                          |
| Эффективность применения по целям, оставляющим низкоконтрастный тепловой след (аэростаты, планеры, дельтапланы и др.) | ниже, чем по целям, с выраженным тепловым контрастом                              | ниже, чем по целям, с выраженным тепловым контрастом                              | одинаково высокая                                                                 | одинаково высокая                                                                 | одинаково высокая                                                                 | одинаково высокая                                                                 |
| Возможность повторного обстрела цели или смены позиции | сразу после пуска                                                                 | сразу после пуска                                                                 | после попадания или промаха                                                       | после попадания или промаха                                                       | после попадания или промаха                                                       | после попадания или промаха                                                       |
| Возможность обстрела наземных или надводных целей | отсутствует                                                                       | имеется у поздних моделей                                                         | имеется                                                                           | ограничена                                                                        | ограничена                                                                        | имеется                                                                           |
| Категория мобильности | носимый                                                                           | носимый                                                                           | носимый                                                                           | возимый                                                                           | ограниченно носимый                                                               | ограниченно носимый                                                               |
| Простота в эксплуатации | примитивен, выстрелил и выбросил                                                  | примитивен, выстрелил и выбросил                                                  | требует специальной подготовки                                                    | требует специальной подготовки                                                    | требует специальной подготовки                                                    | требует особых навыков                                                            |
| Источники информации - Air Defense Systems and Weapons: World AAA and SAM Systems in the 1990s. / Compiled by Christopher Chant. — 1st ed. — London: Brassey’s Defence Publishers, 1989. — P. 25-27, 30-32, 65-69, 129-132 — 407 p. — ISBN 0-08-036246-X. - An Illustrated Guide to Modern Airborne Missiles. / Compiled by Bill Gunston. — N.Y.: Arco Publishing, 1983. — P. 37, 48, 50, 66, 154 — 159 p. — ISBN 0-668-05822-6. - Jane’s Infantry Weapons 1975. / Edited by F. W. A. Hobart. — 1st ed. — London: Macdonald and Jane’s, 1974. — P. 755, 778-779, 788, 805-806 — 860 p. — ISBN 0-531-02748-1. - Jane’s Weapon Systems 1979-80. / Edited by Ronald T. Pretty. — 10th ed. — Coulsdon, Surrey: Jane’s Information Group, 1979. — P. 87-89, 807 — 1056 p. — ISBN 0-531-03299-X. - Jane’s Weapon Systems 1986-87. / Edited by Ronald T. Pretty. — 17th ed. — London: Jane’s Publishing Company, 1986. — P. 137-142 — 1127 p. — ISBN 0-7106-0832-2. - Jane’s Weapon Systems 1987-88. / Edited by Bernard Blake. — 18th ed. — London: Jane’s Publishing Company, 1987. — P. 208-212 — 1100 p. — ISBN 0-7106-0845-4. - Jane’s Land Based Air Defence 1992-93. / Edited by Tony Cullen and Christopher F. Foss. — 5th ed. — Coulsdon, Surrey: Jane’s Information Group, 1992. — P. 35-43, 50-56 — 325 p. — ISBN 0-7106-0979-5. - Jane’s Electro-Optic Systems 2004-2005. / Edited by Michael J. Gething. — 10th ed. — Coulsdon, Surrey: Jane’s Information Group, 2004. — P. 21, 128-135, 138-139 — 727 p. — ISBN 0-7106-2620-7. - Man-Portable Air Defense Systems (A Comparison by Rhoi M. Maney) // Air Defense Magazine. — Fort Bliss, Texas: U.S. Army Air Defense School, October-December 1977. — P. 19-23. |                                                                                   |                                                                                   |                                                                                   |                                                                                   |                                                                                   |                                                                                   |

## Модификации

### Американский лицензионный
Лицензионное производство комплексов в США для опытной эксплуатации было налажено американской корпорацией «Нортроп» в 1972—1973 гг. Американская модификация ракет «Блоупайп» была оснащена полуактивной оптико-электронной системой наведения с лазерной подсветкой цели оператором. В таком виде, они составляли конкуренцию перспективному американскому ПЗРК «Стингер», разрабатывавшемуся корпорацией «Дженерал дайнемикс». Так или иначе, командование видов вооружённых сил США предпочло американский национальный проект его британскому конкуренту.

### Носимый
Модифицированный переносной вариант комплекса (вторая модель), принятый на вооружение и заменивший «Блоупайп» первой модели в войсках. Сначала был назван «Блоупайп-2», в итоге получил словесное название «Джавелин».

### Станковый
После того, как разработка «Блоупайп-2» была выделена в самостоятельную программу работ, на базе исходной модели «Блоупайп» также была разработана станковая модификация для организации ПВО стационарных объектов. Станковый или тумбово-лафетный вариант (pedestal launcher) включал в себя станок, вращающийся вокруг своей оси на 360°, с двумя или тремя ракетами вокруг направляющей, был оснащён сиденьем для оператора и мог размещаться в траншее, окопе для стрельбы стоя и любом другом подходящем углублении в грунте или конструктивном элементе охраняемого объекта. Наличие двух-трёх ракет на пусковой установке позволяло продолжать обстрел без её перезаряжания, как это требовалось на носимой модели. Кроме того, станковый вариант мог размещаться в кузове автотранспортных средств и бронетехники с открытым верхом.

### Самоходный
В самоходном варианте для установки на авто- и бронетехнику (Mobile Blowpipe Anti-Aircraft Missile System), комплексы разрабатывались со станками двух типов, первые были предназначены для установки поверх башен бронетехники, вторые могли устанавливаться на крыше безбашенной бронетехники и вообще на любые сухопутные транспортные средства. Стрельба с ходу представлялась затруднительной для оператора, так как ему необходимо было удерживать прицел на цели, поэтому для обстрела целей необходима была кратковременная остановка. Самоходный вариант комплекса был разработан во множестве разнообразных проектов. Среди прочего, были разработаны специальные пусковые установки на четыре ракеты для размещения на американских бронетранспортёрах M113 и британских самоходных ракетных комплексах «Страйкер», которые были показаны широкой публике на французской выставке вооружений «Ле-Бурже-79». Годом позже в «Шортс» приступили к разработке аналогичного варианта для размещения на бронетранспортёре «Спартан». Для наведения ракет на цель, комплекс оснащался выдвижным перископическим прицелом, в сложенном состоянии находящийся внутри носителя — единицы бронетехники. Самоходный вариант комплекса, помимо для британской армии, предназначался для продаж партнёрам по НАТО.

### Буксируемый
Опытный прототип буксируемого варианта комплекса был представлен публике летом 1979 года и представлял собой установку прицепного типа с направляющими для четырёх ракет и оптико-электронной системой управления огнём. В 1983 году от идеи дальнейшей разработки прицепа с пусковой установкой было решено отказаться и сосредоточить усилия разработчиков на более перспективных, с точки зрения их коммерческого потенциала, проектах.

### Корабельный
Комплекс палубного базирования «Сипайп» (Seapipe или Naval Blowpipe Missile System, Blowpipe Shipborne Surface-to-Surface Missile System) имел пусковую установку с десятью ракетами и предназначался для прикрытия от атак с воздуха кораблей береговой охраны, судов вспомогательных сил флота, торгового флота и т. д. Боевая масса корабельного ЗРК (вместе с 10 ракетами на направляющих) составляла 600 кг. Комплекс «Сипайп» рассматривался в качестве возможной замены для другого продукта от компании «Шортс» — ЗРК «Сикэт».

### Подводный
Комплекс подводного базирования ближнего радиуса действия (Submarine-Launched Close-Range Surface-to-Air Missile) на базе «Блоупайп» был разработан судостроительным подразделением компании «Виккерс» для размещения на подводных лодках и надводных кораблях и судах, и получил название «Слэм». Первая подводная лодка, «Эней», прибыла в док для переоборудования под размещение нового комплекса 26 июля 1972 года.

### Авиационный
О перспективах разработки управляемой ракеты класса «воздух—воздух» (УР В-В) на базе «Блоупайп» для оснащения ими армейских боевых вертолётов (Helicopter-mounted Blowpipe) сообщалось в журнале «Флайт» в 1980 году, — такого рода ракетное оружие ближнего радиуса действия могло потребоваться для борьбы с советскими ударными вертолётами Ми-24, так как позволяло им при встрече не уклоняться от огневого контакта (до этого тактика боевого применения вертолётов армейской авиации предписывала им в случае появления на горизонте Ми-24 срочно покинуть сектор воздушного пространства и ретироваться). В качестве потенциального носителя УРВВ рассматривался разведывательный вертолёт «Газель». Разработка «Блоупайп» в варианте УРВВ велась одновременно с другими вариантами базирования и сопряжением с существующими системами управления вертолётным вооружением, работы согласовывались с Министерством обороны Великобритании, как основным потенциальным заказчиком. К двадцатипятилетию с момента создания Корпуса армейской авиации второго формирования, 17 июня 1982 г. командиром соединения генерал-майором Биллом Уитхоллом было анонсировано о предстоящем принятии на вооружение разведывательных вертолётов «Газель» УР В-В на базе «Блоупайп», которые на тот момент находились на стадии разработки. Система наведения УР В-В — полуактивная с наведением по линии визирования (semi-active-command-to-line-of-sight). Наведение ракеты на цель осуществлялось оператором бортового вооружения при помощи стабилизированного оптико-электронного прицела AF532 компании «Ферранти», размещённого сверху снаружи кабины пилотов. Оснащённые такими ракетами лёгкие разведывательные вертолёты «Газель» выполняли двойную функцию, одновременно прикрывая многоцелевые вертолёты «Линкс».

## На вооружении
Всего по состоянию на декабрь 1983 года шестнадцать государств имели на вооружении переносные зенитно-ракетные комплексы (ПЗРК) «Блоупайп» и выступали заказчиками «Блоупайп-2», к марту 1989 года их количество сократилось до пятнадцати (за вычетом Великобритании, поскольку Вооружённые силы Великобритании к тому времени уже были оснащены «Блоупайп-2»-«Джавелин»), при этом общее количество оснащённых ими видов вооружённых сил в странах, закупавших «Блоупайп» и «Блоупайп-2»-«Джавелин», составляло 24 вида ВС:

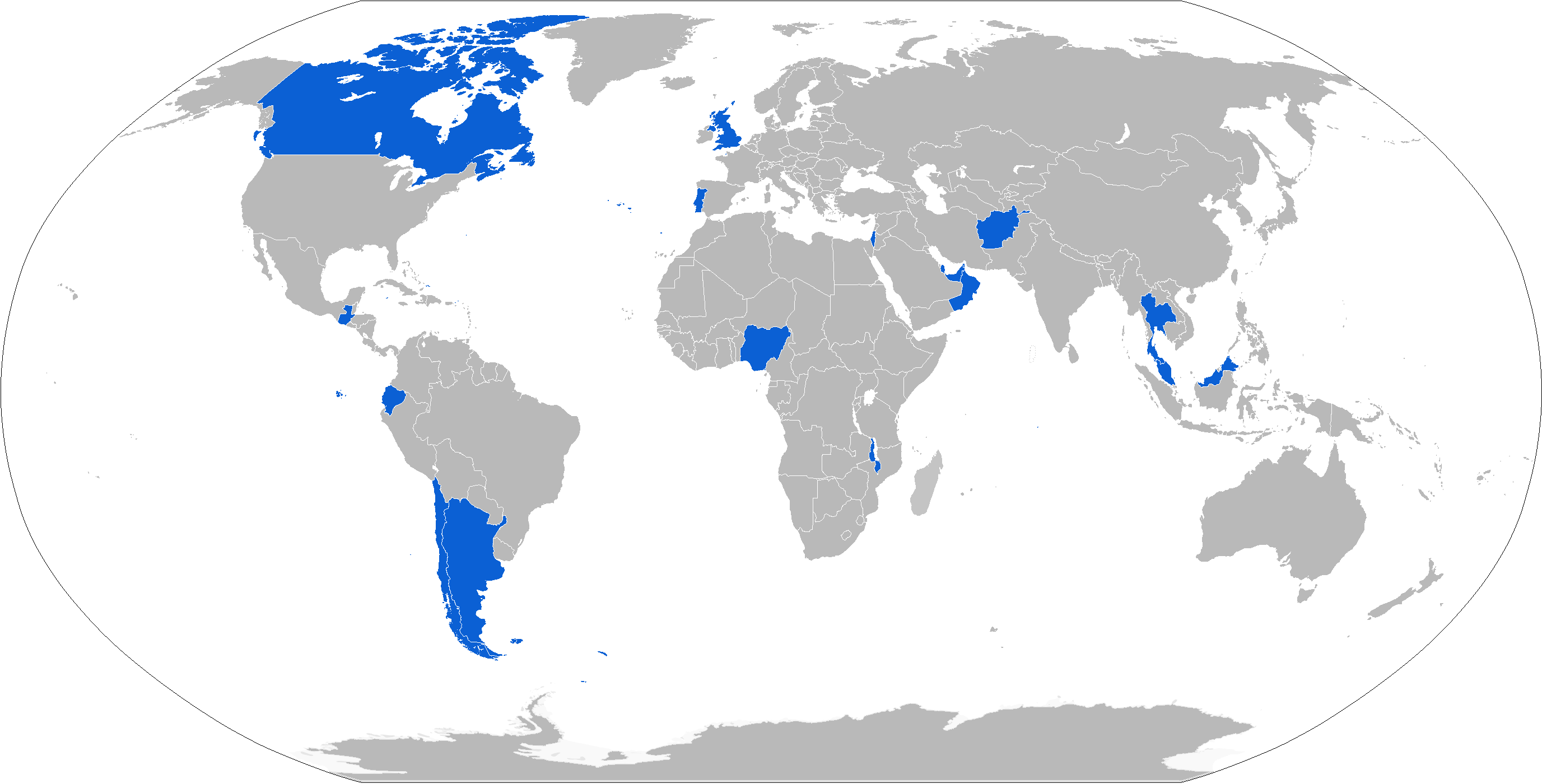
Карта эксплуатантов комплекса на 2015 год

- Аргентина — 4 ПЗРК находилось на вооружении сухопутных войск на 2004—2005 годы[60]
- Афганистан — 12 ПЗРК, 30 ракет на вооружении афганских моджахедов на 1985 год и ещё 30 ракет на 1986 год (захвачены правительственными войсками)[61]
- Великобритания — 285 ПЗРК
- Гватемала — 82 ПЗРК
- Гондурас — 10 ПЗРК, 20 ракет на вооружении никарагуанских контрас на 1986 год[62]
- Канада — 111 ПЗРК находилось на вооружении сухопутных войск на 1991—1992 годы[63]
- Катар — 10 ПЗРК по состоянию на 2014 год[64]
- Малави — 15 ПЗРК на вооружении армии по состоянию на 2014 год[65]
- Малайзия
- Нигерия — 48 ПЗРК по состоянию на 2014 год[66]
- ОАЭ — более 20 ПЗРК по состоянию на 2014 год[67]
- Оман — ПЗРК находился на вооружении сухопутных войск по состоянию на 1991—1992 годы[68]
- Португалия — 12 ПЗРК находилось на вооружении сухопутных войск по состоянию на 1991—1992 годы[69]
- Таиланд — ПЗРК находился на вооружении сил ПВО ВВС по состоянию на 2004—2005 годы[70]
- Чили — на вооружении корпуса морской пехоты по состоянию на 2010 год[71] (по данным на 2007 год — 50 ПЗРК на вооружении сухопутных войск плюс некоторое количество ПЗРК в корпусе морской пехоты[72])
- Эквадор — 75 ПЗРК на вооружении ВВС по состоянию на 2014 год[73]

## Боевое применение

### Война в Афганистане
С осени 1985 года ПЗРК поставлялся моджахедам для борьбы с советскими военно-транспортными вертолётами и самолётами в ходе войны в Афганистане. Комплексы поставлялись через Саудовскую Аравию, координацией поставок занималась МИ6 совместно с Форин-офисом, посредником выступали сотрудники ЦРУ, прикомандированные к органам управления афганской вооружённой оппозиции, при участии сотрудника Совета национальной безопасности США Оливера Норта. Непосредственный контакт с афганской стороной по указанному вопросу осуществлял член Объединённого разведывательного комитета Великобритании. Опытная партия из двенадцати командно-пусковых блоков (КПБ) и тридцати ракет были распределены среди подразделений полевого командира Абдул-Хака Амири (который сам попросил, чтобы ему привезли именно британские ПЗРК, чтобы закрыть воздушное пространство над Кабульским аэропортом), действовавших в составе соединения под командованием Юнуса Халеса, который имел давние связи с британской разведкой. Моджахеды высоко оценили британские комплексы и попросили ЦРУ прислать ещё триста ракет. В компании «Шортс» только четверо высокопоставленных менеджеров знали о поставках комплексов афганцам (далеко не все члены британского правительства были в курсе) и они были обрадованы успехами повстанцев, ибо такой объём поставок сулил правительственный заказ на миллионы фунтов стерлингов. Министр иностранных дел Великобритании сэр Джеффри Хау выступил с речью, в которой поддержал афганский народ в его освободительной борьбе против советских оккупантов, но в то же время, посетовал на необходимость экономии казённых средств. Тем временем, снабжение афганцев достаточно эффективными средствами борьбы с советской авиацией традиционно вызывало протест Советского Союза. Постоянный представитель СССР при ООН О. А. Трояновский регулярно высказывал с высокой трибуны и в кулуарах обеспокоенность советской стороны поставками британского вооружения повстанцам, но в Великобритании это никого не волновало. Соображения экономического характера пересилили и поскольку необходимые технические данные обобщённого опыта применения комплексов против советской авиации уже были получены и проанализированы, от дальнейших поставок было решено воздержаться, кроме того, Служба государственной безопасности Демократической Республики Афганистан в августе 1986 года захватили очередную партию в тридцать ракет, которые были затем выставлены в качестве экспонатов на советской выставке трофейного вооружения в Кабуле, что стало дополнительным фактором в пользу прекращения военной помощи афганцам.
Председатель Национального директората безопасности Исламской Республики Афганистан, а затем Министр по вопросам борьбы с наркотиками, выпускник Военной академии им. М. В. Фрунзе генерал-полковник Генерал Ходайдад, в ходе войны воевавший на стороне правительственных сил, высоко оценивал эффективность «блоупайпов» и «стингеров»:

Они оба очень эффективны. Они нанесли ощутимый урон, они били по боевому духу войск [противника], сковывали вертолётную авиацию.
Оригинальный текст (англ.)Both of them are very effective. They cause a lot of casualties, they bring down the morale of the armed forces and they limit the movement of helicopters.

Однако сами пользователи этой боевой системы придерживаются несколько иной точки зрения. Примером могут послужить данные, полученные военнослужащими западной коалиции от афганских пленных во время вторжения американской армии в Афганистан. По собранной информации, эффективность комплекса «Блоупайп» оказалась разочаровывающей из-за низкой точности, большого веса и сложной системы наведения. Очевидцами были засвидетельствованы случаи, когда запуск двух-трёх ракет залпом по одному и тому же летательному аппарату приводил к промаху и самоподрыву их боевых частей в воздухе.

### Гражданская война в Никарагуа
В ходе гражданской войны в Никарагуа, упомянутый выше член Совета национальной безопасности США подполковник Оливер Норт организовывал поставки разнообразного вооружения для никарагуанских контрас, дислоцированных в Гондурасе (впоследствии, это стало предметом разбирательства в палате представителей США). «Шортс» в конфиденциальном порядке обязались предоставить не только ракеты, но и обучить никарагуанских партизан, если в этом возникнет необходимость. Всего предполагалось поставить 30 КПБ и 150 ракет, американцы уже внесли аванс в размере 10 % от общей стоимости сделки. Однако о предстоящей сделке стало известно широкому кругу лиц и поставки были сорваны по независящим от изготовителя причинам, поскольку официально британское правительство не санкционировало поставок оружия для контрас. Попали ли комплексы в руки контрас осталось невыясненным.

### Фолклендский конфликт

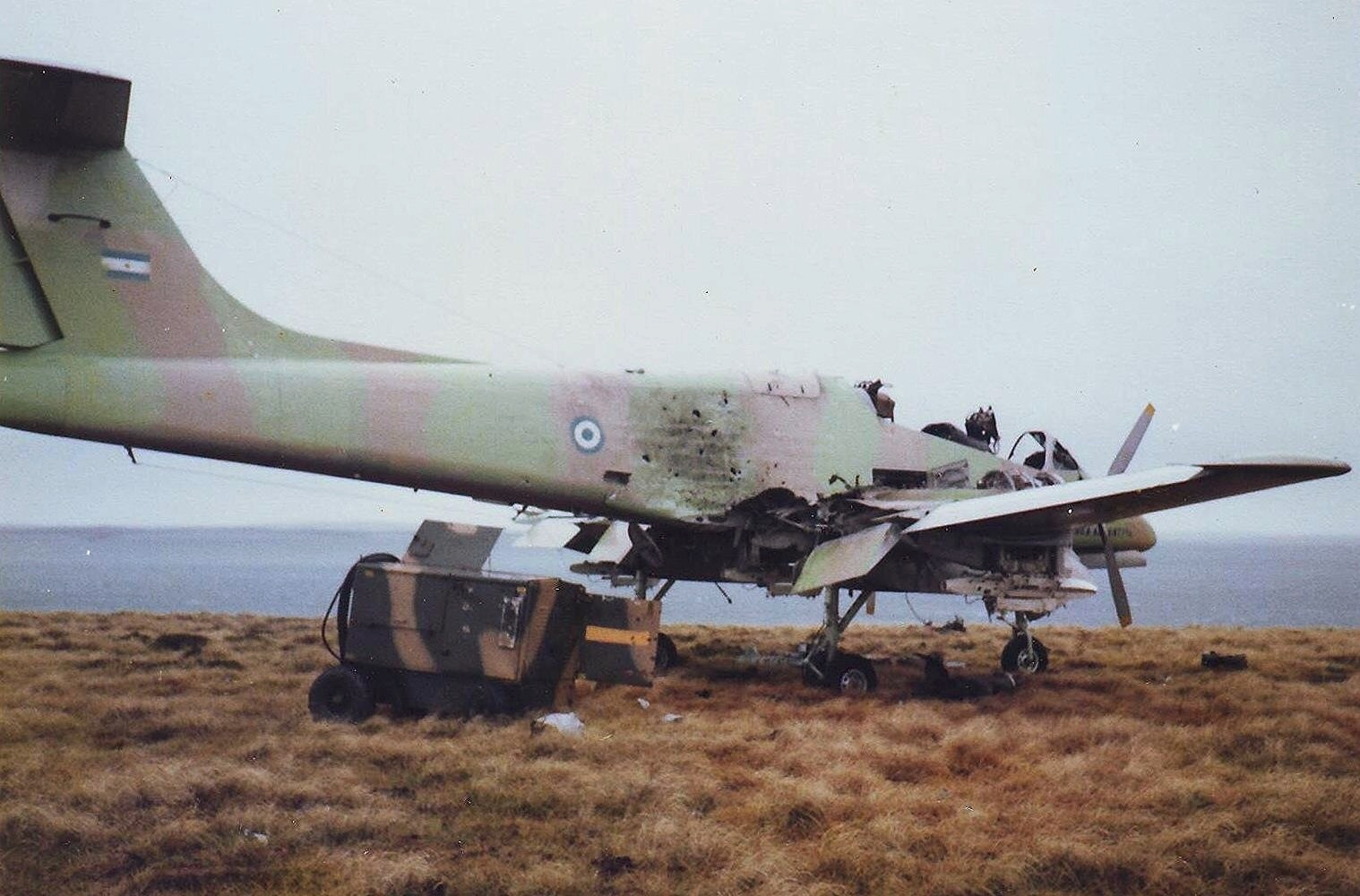
«Пукара», предположительно поражённая из ПЗРК «Блоупайп». В ходе конфликта британской стороне удалось сбить по первоначальным данным около восьми аргентинских летательных аппаратов при помощи «Блоупайп», по более поздним данным достоверно удалось сбить лишь один самолёт

Незадолго до начала Фолклендского конфликта значительное количество ПЗРК «Блоупайп» было продано Вооружённым силам Аргентины. В ходе британской десантной операции на о. Восточный Фолкленд в бухте Сан-Карлос 21 мая 1982 г., аргентинские расчёты ПЗРК, размещённые вдоль береговой линии для защиты воздушного пространства могли сбить два британских разведывательных вертолёта «Газель» королевской морской пехоты, экипажи погибли. Кроме того, при помощи «Блоупайп» мог быть сбит один британский палубный истребитель «Харриер». Ответственности за продажу средств ПВО вероятному противнику и проявленную служебную халатность никто не понёс.
Британская сторона также имела некоторые успехи. Как сообщил заместитель министра обороны по снабжению Джефри Патти в ходе пресс-конференции по итогам операции «Корпорэйт», британской стороне при помощи «Блоупайп» удалось уничтожить восемь летательных аппаратов противника и ещё один при помощи «Стингера», который был предоставлен американской стороной для обеспечения большей мобильности передовых сил британского десанта. Ещё два случая успешного применения «Блоупайп» британской стороной, якобы имевшие место («probables»), не нашли достоверного подтверждения. По более поздним данным профессора военных исследований в Королевском колледже Лондона Лоуренца Фридмана британцам достоверно удалось сбить лишь один аргентинский самолёт Aermacchi MB-339.
Эшелонирование средств противовоздушной обороны вокруг занятого британцами плацдарма достигалось следующим образом: 1-й эшелон (передовые силы) — ПЗРК «Блоупайп» и буксируемые ЗРК «Рапира» вместе с силами десанта на берегу, 2-й эшелон (поддержки десанта) — корабельные ЗРК ближнего радиуса действия «Си Вулф» и дальнего радиуса действия «Си Дарт», на борту кораблей, патрулирующих прибрежные воды, 3-й эшелон (прикрытие оперативного тыла) — палубные истребители-перехватчики «Си Харриер», находящиеся на боевом дежурстве в воздухе над морем или выделенные в дежурные средства на палубе авианосцев в трёхминутной готовности к взлёту, самолёты радиоэлектронной борьбы и другие средства. Критику со стороны военных вызвало во-первых, практическая неэффективность применения комплекса в условиях холмистого рельефа с множеством низин, впадин, ущелий и других складок местности, позволявших авиации противника приближаться незамеченной («дефилировать») и сохранять эффект внезапности при появлении над позициями расчётов ПЗРК, а также вес комплекса в сравнении с более компактным его американским аналогом, однако, в Министерстве обороны заявили, что он и не предназначен для ношения на дальние расстояния. Первое обстоятельство заставило исполнительного директора ракетного подразделения «Шортс» Артура Манвелла выступить с разъяснениями в прессе, где он, в частности, особо акцентировал внимание на то, что комплекс не предназначен для стрельбы вдогон, но для уничтожения СВН противника на подлёте, до того как они успеют выстрелить или отбомбиться, и обрушился со встречной критикой на хвалённые американские «Стингеры». С посланием аналогичного характера выступил в печати директор австралийского филиала «Шортс» бригадир в отставке Джон Салмон, после того как в журнале «Бьюлетин» (австралийский национальный выпуск журнала «Ньюсуик») появилась статья «Уроки Фолклендов», которая фактически являлась завуалированной рекламой «Стингера» и нещадной критикой «Блоупайпа» и «Рапиры» перед австралийской читательской аудиторией в наиболее критический момент для плана маркетинговых мероприятий компании-изготовителя, как раз пытавшейся заключить контракт на поставку ПЗРК с австралийскими властями. В целом, опыт применения «Блоупайп» в ходе Фолклендского конфликта оценивался британской стороной положительно. Фактически, Фолклендский конфликт стал боевым дебютом и своего рода «испытательным полигоном» для «Блоупайп» и целого ряда иных образцов нового вооружения и военной техники британского производства.
Всего в ходе войны было совершено порядка 200 пусков ПЗРК Blowpipe. Аргентинцы совершили более 100 пусков и достоверно сбили лишь одну цель, британцы совершили 95 пусков и также достоверно сбили одну цель.